# Thereva venusta
Thereva venusta är en tvåvingeart som först beskrevs av Wilhelm Ferdinand Erichson 1842.  Thereva venusta ingår i släktet Thereva och familjen stilettflugor. Inga underarter finns listade i Catalogue of Life.